# NGC 1084
NGC 1084 је спирална галаксија у сазвежђу Еридан која се налази на NGC листи објеката дубоког неба.
Деклинација објекта је - 7° 34' 40" а ректасцензија 2h 45m 59,8s. Привидна величина (магнитуда) објекта NGC 1084 износи 10,7 а фотографска магнитуда 11,4. Налази се на удаљености од 21,524 милиона парсека од Сунца. NGC 1084 је још познат и под ознакама MCG -1-8-7, IRAS 02435-0747, KUG 0243-077, PGC 10464.